# Kohäsion (Bodenmechanik)
Unter der Kohäsion {\displaystyle c}, auch Haftfestigkeit, versteht die Bodenmechanik die zusammenhaltenden Kräfte in bindigen Böden. Sie ist nur bei Böden merklich, die sehr kleine Körner enthalten, bei denen also die Oberflächeneigenschaften der Einzelkörner die Eigenschaften, die durch ihre Masse verursacht werden, überwiegen, z. B. bei Ton. Die Kohäsion sorgt im Boden oder im feinkörnigen Lockergestein für den inneren Zusammenhalt der einzelnen Teilchen untereinander.
Als Sonderfall der Scherfestigkeit ist die Kohäsion eine Schubspannung und hat daher die physikalische Einheit einer Spannung (Kraft pro Fläche): N/mm² oder MN/m².

## Grundlagen

### Schergerade
Die Kohäsion eines Bodens kann im Labor im Scherversuch (mindestens drei Einzelversuche) mit Versuchsgeräten festgestellt werden. Die Bodenprobe wird z. B. im Scherdruckzylinder, Rahmenschergerät oder im Dreiaxialgerät (auch Triaxialgerät genannt) vertikal und horizontal bis zum Bruch belastet.
Dabei ermittelt man mit Hilfe der Mohrschen Spannungskreise die beiden u.g. Parameter der Schergerade des zweidimensionalen Spannungszustandes. Im Spannungsdiagramm wird die Vertikalspannung auf der horizontalen x-Achse aufgetragen und die Schubspannung auf der vertikalen y-Achse; die Verbindung der drei Messpunkte (aus den drei Einzelversuchen) sollte auf einer Geraden (der Schergeraden) liegen. Diese ist gekennzeichnet durch ihre Steigung (das ist der Reibungswinkel) und durch den Abstand, in dem sie die vertikale Achse schneidet (das ist die Kohäsion c).

### Coulombsche Bruchbedingung
Die Coulombsche Bruchbedingung besagt:
- ein Boden, der sich in einem Spannungszustand unterhalb der Schergeraden befindet, hält der Belastung stand;
- oberhalb der Schergeraden versagt er.

Je höher die Kohäsion und/oder der Reibungswinkel, desto höher die Belastbarkeit des Bodens.

## Anwendungen

### Gleitsicherheitsnachweis
Die Kohäsion wird zusammen mit dem Reibungswinkel (Winkel der inneren Reibung) gebraucht, um den Widerstand eines Bauwerkes gegen horizontales Verschieben zu berechnen (z. B. bei Fundamenten, (Winkel-)stützmauern, Talsperren). Diesen Nachweis nennt man Gleitsicherheitsnachweis oder auch Scherfestigkeitsnachweis.

### Böschungen
Kohäsion und Reibungswinkel sind dafür verantwortlich, in welchem Winkel eine Böschung aus Bodenmaterial angelegt werden kann, ohne zusammenzubrechen.
Auch beim Nachweis einer Böschung gegen Böschungsbruch ist die Kohäsion neben dem Reibungswinkel und der Wichte des Bodens ein wichtiger Parameter.

### Scheinbare Kohäsion
Feuchter Sand hat eine scheinbare Kohäsion. Er wird durch Kapillarkräfte zwischen den Sandkörnern zusammengehalten.
Sobald die Sandkörner oberflächentrocken sind, besitzt der Sand keine kohäsiven Eigenschaften mehr, sondern wird nur noch durch Reibungskräfte zusammengehalten. Er kann dadurch keine so steile Böschung mehr bilden. („Sandburg-Effekt“)